# 세균학자

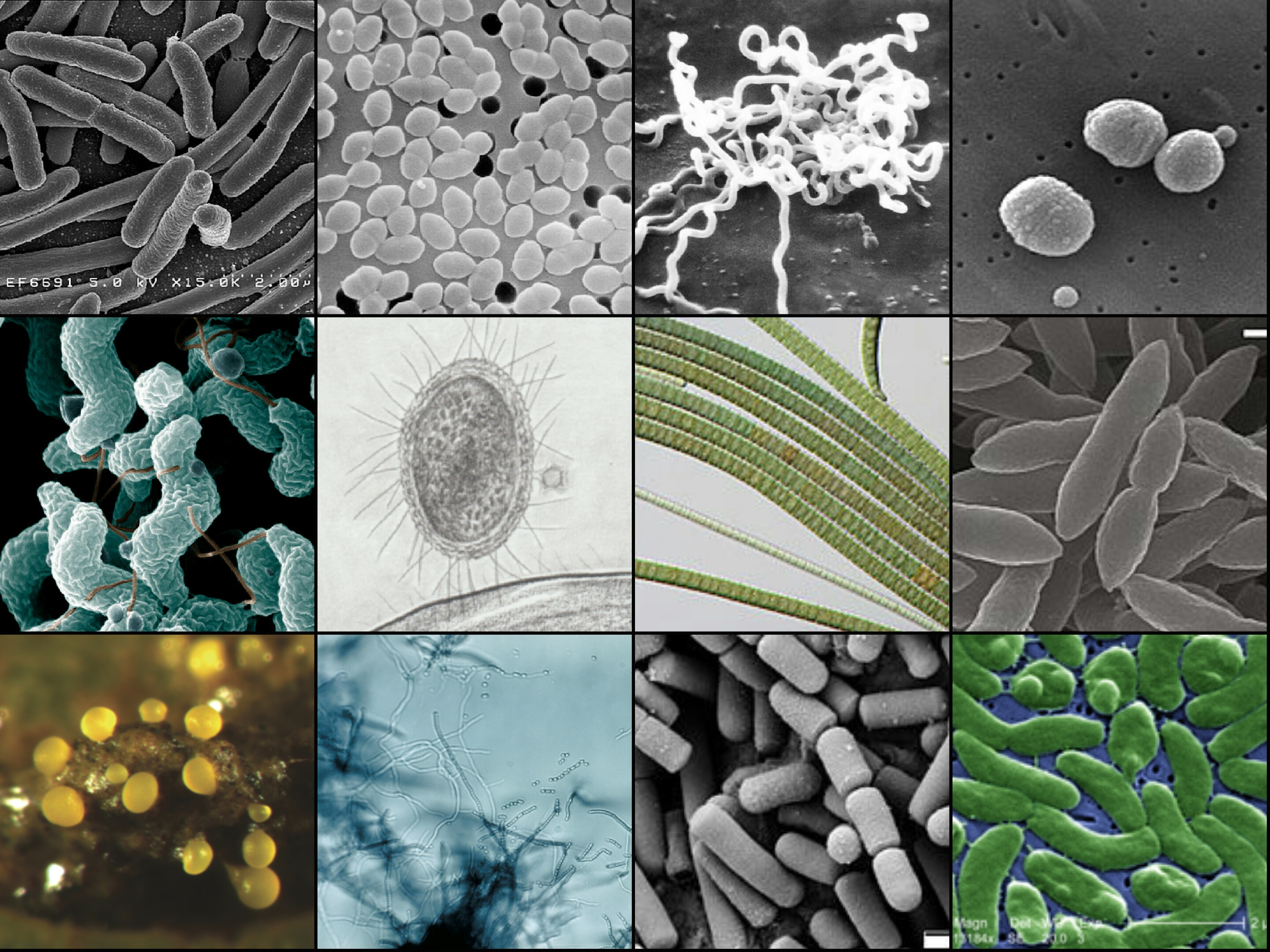
현미경으로 관찰한 다양한 박테리아들

세균학자(영어: bacteriologist)는 세균, 일반적으로 병원성 세균을 연구하는 미생물학의 하위 분야인 세균학에서 미생물학자 또는 유사헤게 훈련된 전문가를 지칭한다. 세균학자는 세균에 대해 연구하고 배우는 것뿐만 아니라 임상 환경에서 자신의 기술을 사용하는 데 관심이 있다. 여기에는 형태학, 생태학, 유전학, 생화학, 계통발생학, 유전체학 및 질병 진단 검사와 같은 세균과 관련된 다른 많은 영역에서 세균의 특성 조사가 포함된다.

## 같이 보기
- 세균학
- 미생물학